# Viktória hessen–darmstadti hercegnő
Viktória hessen–darmstadti hercegnő, hivatalosan Viktória hesseni hercegnő, férjezett Viktória battenbergi hercegné (németül: Prinzessin Viktoria von Hessen und bei Rhein, angolul: Victoria Mountbatten, Marchioness of Milford Haven, teljes nevén Viktoria Alberta Elisabeth Mathilde Marie; Windsor, 1863. április 5. – London, 1950. szeptember 24.) hessen–darmstadti hercegnő, Lajos Sándor battenbergi herceggel kötött házassága révén előbb Battenberg hercegnéje, majd az első világháború alatt német címeikről történő lemondásuk és az angol nemességbe való beemelésük után Milford Haven őrgrófnéja.

## Élete

### Származása és ifjúkora
Viktória hercegnő 1863. nagyszombatján született IV. Lajos hesseni nagyherceg és Aliz brit királyi hercegnő első gyermekeként. Szülei ekkor éppen vendégségben voltak Aliz nagyhercegné édesanyjánál, Viktória brit királynőnél; ily módon az újszülött Viktóriát brit földön keresztelték meg a hesseni nagyhercegi család hagyományainak megfelelően az evangélikus hitre. Keresztnevét anyai nagyanyja, tiszteletére kapta.
Élete első éveit Bessungen városában töltötte, mígnem a család 1866-ban átköltözött a hesseni állam fővárosába, Darmstadtba. Az ugyanebben az évben kitörő porosz–osztrák–olasz háború háború elől, mely az ország porosz megszállását hozta, Viktória hercegnő és legidősebb húga, Erzsébet angol földre utaztak nagyanyjukhoz. 1873-ban a hercegnő kisöccse, a vérzékeny Frigyes Vilmos herceg kizuhant egy ablakon és belehalt sérüléseibe. A hemofíliát okozó gént Aliz nagyhercegné hozta a családba, aki édesanyjától és annak anyai felmenőitől örökölte. 1878-ban torokgyíkjárvány tört ki az országban, melyben az egész nagyhercegi család megbetegedett Erzsébet hercegnőt leszámítva. Viktória hercegnő kishúga, Mária hercegnő hamar meghalt a kórban; a gyermekeit személyesen ápoló Aliz nagyhercegné alig egy hónappal később, december 14-én szintén eltávozott az élők sorából. A félig árván maradt hesseni gyermekek felügyeletét és nevelésének gondjait anyai nagyanyjuk, Viktória brit királynő vállalta magára. Az uralkodónő hosszabb időkre meghívta magához az unokáit; egyébként pedig a rá jellemző minden apró részletre kiterjedő figyelmességgel irányította a gyermekek neveltetését.
Viktória hercegnő kiváló oktatásban részesült; már fiatalon nagy szeretettel fordult a könyvek és az olvasás felé. Mint legidősebb gyermek, édesanyja halála után némileg átvette az anyai szerepet: „Anyám halála pótolhatatlan veszteség volt… A gyermekkorom véget ért a halálával, minthogy én lettem a legidősebb és a legfelelősségteljesebb.”

### Házassága és gyermekei
A családi összejövetelek alkalmával Viktória hercegnő már gyermekként is gyakorta találkozott apai ágról való elsőfokú unokatestvérével, Lajos Sándor battenbergi herceggel. A herceg a hesseni uralkodócsalád morganatikus alágába született, ekképpen Viktória hercegnőhöz képest jóval alacsonyabb rangú volt. A herceg egyébként a Brit Királyi Haditengerészet kötelékeiben szolgált magas rangú tisztként, ilyenformán brit állampolgárságot kapott és állandó otthona is a brit szigeten volt. Lajos Sándor és Viktória 1882. telén ismét összefutottak, ekkor alakult ki szerelem közöttük. Még az év nyarán bejelentették az eljegyzésüket; ugyanakkor az esküvővel a Lipót brit királyi herceg és Albany hercege halála miatti gyászidő leteltéig várniuk kellett.

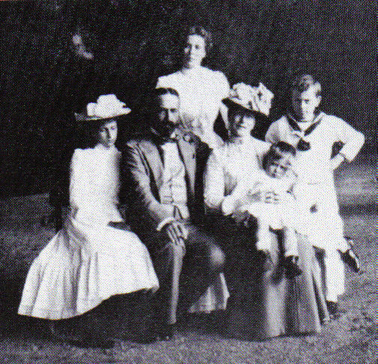
A Battenberg család 1900 környékén

Az eljegyzés és a házasság terve ellen igen hevesen tiltakozott IV. Lajos nagyherceg, akinek nézetei szerint Lajos Sándor herceg származása nem volt megfelelő és anyagi háttere sem állt biztos lábakon. Viktória hercegnő esküvőjének évében a nagyherceg titokban nőül vette szeretőjét, egy orosz diplomata elvált feleségét. Az ügy kitudódásakor kirobbant óriási botrány elterelte IV. Lajos figyelmét leányáról, akin így megszűnt az apai nyomás. 1884. április 30-án a hercegnő a hesseni fővárosban feleségül ment Lajos Sándor herceghez. Boldogság és harmónia jellemezte kapcsolatukból négy gyermek származott:
- Aliz Viktória hercegnő (1885–1969), házassága révén görög királyi hercegné
- Lujza Alexandra hercegnő (1889–1965), házassága révén Svédország királynéja
- György Lajos herceg (1892–1938), később Milford Haven őrgrófja
- Lajos Ferenc herceg (1900–1979), Burma Mountbatten grófja, Romsey bárója, India alkirálya.

Lajos Sándor és Viktória a brit Chichester városában és a német Heiligenberg-kastélyban alakították ki otthonukat. A herceg a teleket rendszerint a Földközi-tengeren töltötte katonai szolgálatban; útjaira felesége és gyermekei is elkísérték, akik többnyire Málta szigetén tartózkodtak ezalatt. A hercegné továbbra is sokat olvasott, de feltámadt érdeklődése a geológia iránt; Máltáról például egy részletes földtani térképet rajzolt. A hercegné emellett otthonosan mozgott a politika és a szociológia terén is. 1887-ben elkapta a tífuszt, férje odaadó ápolásának köszönhetően viszont legyőzte a kórt. Gyermekeit a kor szokásaitól eltérően saját maga nevelte fel, nagy hangsúlyt helyezve szellemi képzésükre. Fia úgy emlékezett rá vissza, hogy a Viktória hercegnő „két lábon járó enciklopédia volt. Egész élete folyamán tudást halmozott fel a legkülönbözőbb témákban, és nagy tehetsége volt ahhoz, hogy mindezt érdekessé varázsolja, mikor nekem tanította. Roppant módszeres volt; minden egyes témához külön időtáblázatunk volt… Megtanított engem a kemény munka élvezetére és arra, hogy alapos legyek.”
Egészen 1914-ig, az első világháború kitöréséig a hercegnő rendszeresen meglátogatta testvéreit Oroszországban, valamint Németországban. Egyike volt azoknak a személyeknek, akik óva intették a cári családot Raszputyin hatalmától és befolyásától.

### Kései évei és halála
Az első világháború nehéz helyzetbe sodorta mind a családot, mind személyesen Viktória hercegnőt, mivelhogy a britek a hercegnő öccsével és második húgával, Irén porosz királyi hercegnével ellentétes oldalon álltak. Lajos Sándor herceget olyannyira nem látták szívesen német származása miatt a haditengerészetnél, hogy a herceg kénytelen volt visszavonulni. A család Wight szigetére abba a házba, melyet Viktória hercegnő örökölt egyik anyai nagynénjétől. 1917. július 14-én V. György brit király megtiltotta összes angol földön élő német rokonának német címeik használatát, egyben elrendelte családnevük angolosítását. Lajos Sándor herceg ekkor vette fel a Battenberg név angol megfelelőjét, a Mountbatten vezetéknevet. Mint eredetileg hercegi címet viselő személyek, az egész família a brit főnemesség tagja lett; július 17-én a brit uralkodó a „Milford Haven őrgrófja” avagy márkija (Marquess of Milford Haven) címet adományozta Lajos Sándornak, ennek megfelelően Viktória hercegnéből Milford Haven őrgrófnéja lett.
A világháború következményeként a hercegnő öccsét megfosztották nagyhercegi címétől, akárcsak Irén húgát. Két másik nővérét, az Oroszországba házasodott Erzsébet és Alix hercegnőket a bolsevikok végezték ki 1918-ban. 1921. szeptember 11-én váratlanul meghalt Lajos Sándor őrgróf és herceg. Az özvegy Viktória hercegné elhagyta addigi családi otthonukat és a Kensington-palotába költözött. Az őrgrófné továbbra is a brit főúri élet egyik vezető és meghatározó személyisége maradt. 1930-ban legidősebb leánya, Aliz hercegnő idegösszeomlást kapott és az orvosok skizofréniát fedeztek fel nála. A hercegnő egy szanatóriumba került; fia, Fülöp herceg nevelését Viktória hercegnőre bízva. 1937-ben az özvegy őrgrófné öccse halt meg, majd hamarosan sógornéja és több leszármazottja is életét vesztette egy tragikus autóbaleset során. 1938. április 8-án a márkiné idősebb fia, György őrgróf távozott el az élők sorából csontrákja következtében. A második világháború alatt a brit főváros folyamatos bombázása miatt a hercegnőnek Windsorba kellett menekülnie, míg gyermekei és unokái a fronton küzdöttek.
A sorozatos csapások ellenére Viktória őrgrófné soha nem tört meg; tevékeny szerepet vállalt unokái és dédunokái nevelésében. Érdeklődését továbbra is a könyvek kötötték le, illetve húga egykori udvarhölgye, az őt is szolgáló Sophie von Buxhoeveden bárónő segítségével nekilátott megírni emlékiratait, melyeket jelenleg a southamptoni egyetem archívumában őriznek.
1950. nyarán, miközben Lajos Ferenc fiánál vendégeskedett, az özvegy őrgrófné hörghurutos megbetegedést kapott feltehetően abból kifolyólag, hogy tizenhat éves kora óta erősen dohányzott. Visszatért a Kensington-palotába; itt érte a halála 1950. szeptember 24-én. Négy nappal később temették el Wippinghamben, Wight szigetén.